# 井戸川辰三
井戸川 辰三（いとがわ たつぞう、1870年1月13日（明治2年12月12日）- 1943年（昭和18年）5月24日）は、日本の陸軍軍人。最終階級は陸軍中将。古参の上原閥の一人。

## 経歴
日向国（宮崎県）出身。薩摩藩士・井戸川唯一の長男として生まれる。1890年（明治23年）7月、陸軍士官学校（1期）を卒業、 1890年（明治23年）7月29日の官報によると、陸軍士官学校第1期を歩兵科73番/103名で卒業している。翌年3月、歩兵少尉に任官し歩兵第24連隊付となる。近衛歩兵第3連隊付などを経て、1895年（明治28年）4月から11月まで台湾（乙未戦争）に出征。1898年（明治31年）1月、参謀本部出仕となり、清国差遣、参謀本部付などを歴任。日露戦争では兼大本営付、特別任務従軍（北京発）、満州軍総司令部付、兼新民府軍務官などを務めた。この間、1904年（明治37年）12月、歩兵少佐に昇進した。
1905年（明治38年）11月、関東総督府付となり、参謀本部付、歩兵第3連隊付、歩兵第11連隊大隊長、東京衛戍総督副官などを経て、1909年（明治42年）6月、歩兵中佐に進級。翌月から1911年（明治44年）まで私費でイギリスに留学。1911年6月、歩兵第59連隊付となり、清国出張、参謀本部付を経て、1912年（明治45年）7月、陸軍省副官兼陸相秘書官に就任し上原勇作陸軍大臣に仕えた。井戸川は反長州閥で宇都宮太郎の同志として上原を補佐することになる。
1913年（大正2年）8月、歩兵大佐に昇進し本郷連隊区司令官に着任。1915年（大正4年）4月、歩兵第62連隊長に就任し、参謀本部付、近衛歩兵第3連隊長を歴任。1918年（大正7年）7月、宇都宮が朝鮮軍司令官に就任すると同時に陸軍少将に昇進し、歩兵第39旅団長（朝鮮軍隷下）に着任。
1920年（大正9年）5月、近衛歩兵第2旅団長となり、第1師団司令部付を経て、1922年（大正11年）8月、陸軍中将に進み由良要塞司令官に就任。1923年（大正12年）8月、第13師団長に親補された。1925年（大正14年）5月、予備役編入となった。その後、振武義会会長を勤めた。

## 栄典
位階
- 1892年（明治25年）2月3日 - 正八位[5]
- 1894年（明治27年）10月10日 - 従七位[6]
- 1918年（大正7年）8月30日 - 正五位[7]
- 1922年（大正11年）9月11日 - 従四位[8]
- 1924年（大正13年）12月1日 - 正四位[9]
- 1925年（大正14年）6月24日 - 従三位[10]

勲章等
- 1940年（昭和15年）8月15日 - 紀元二千六百年祝典記念章[11]

## 親族
- 娘婿 沼田多稼蔵（陸軍中将）[1]

## 逸話
- 台湾出兵の際に宇都宮と同志になり高島閥になる。その縁で古参の上原閥となり、宇都宮の工作により上原の秘書官となった。[要出典]
- 秘書官時代、外国武官夫婦を官邸に招待した際に夫人を別室に案内する予定であったが同室に入れてしまった。上原陸相に詰問された井戸川は「如何ともし難がったが、それでいかぬならば辞職のほかない」と答えると、「それではどちらが秘書官か大臣なのか分からぬではないか」と笑われている。[要出典]